# Plateau d’Hauteville
Plateau d’Hauteville – gmina we Francji, w regionie Owernia-Rodan-Alpy, w departamencie Ain. W 2013 roku liczba ludności wynosiła 5332 mieszkańców. 
Gmina została utworzona 1 stycznia 2019 roku z połączenia czterech ówczesnych gmin: Cormaranche-en-Bugey, Hauteville-Lompnes, Hostiaz raz Thézillieu. Siedzibą gminy została miejscowość Hauteville-Lompnes.